# 马西奥

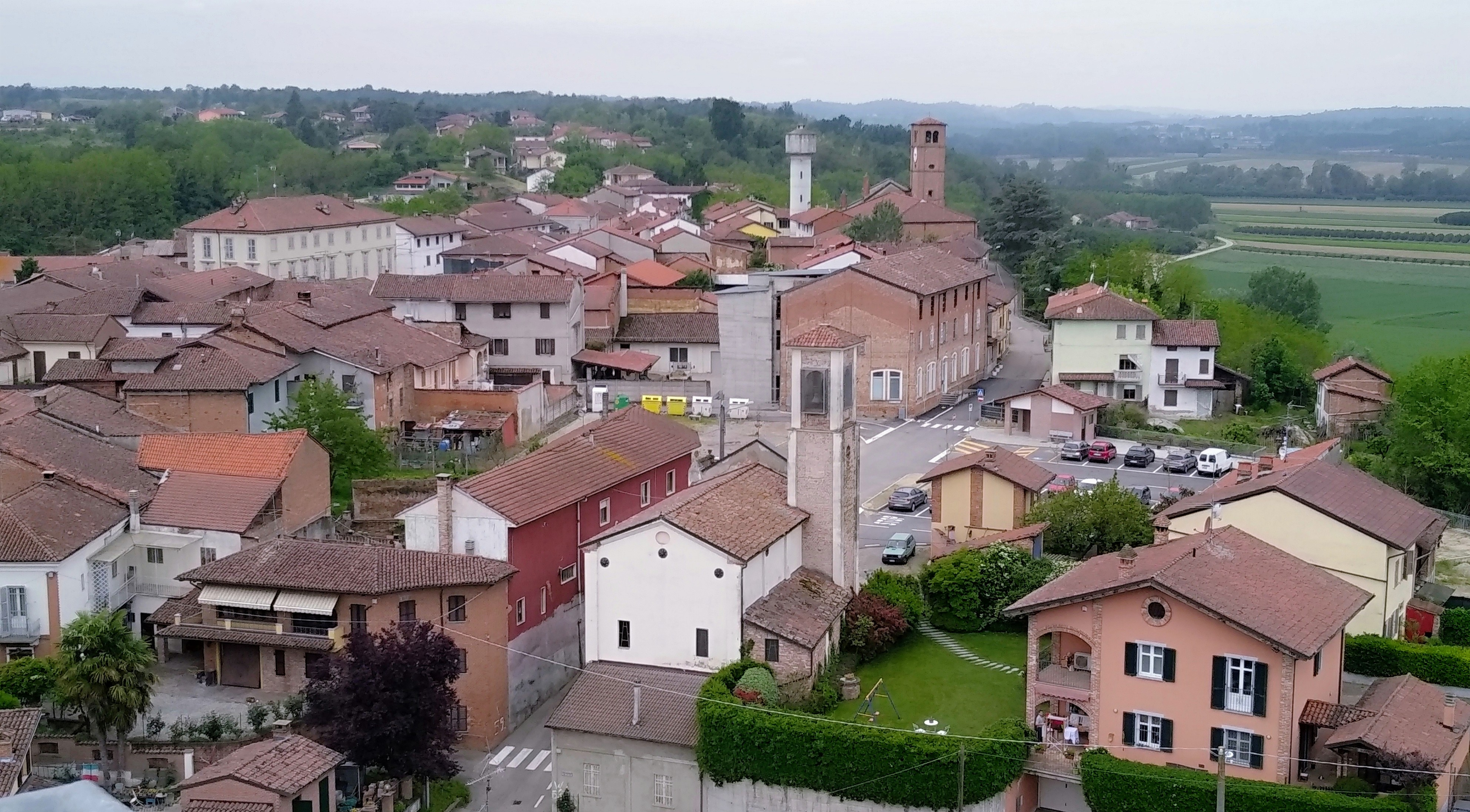
市容

马西奥（義大利語：Masio）是意大利皮埃蒙特大区亞歷山德里亞省的市镇。面积为22.3平方公里，人口数量为1,481人（2005年）。